# Psychocandy
Psychocandy ist das Debütalbum der schottischen Rockband The Jesus and Mary Chain. Es erschien im November 1985 auf Blanco y Negro Records und kombiniert eingängige Popmelodien mit übersteuerten E-Gitarren und Rückkopplungskakophonien. Das Album gilt als wegbereitend für das Genre des Shoegazing.

## Entstehungsgeschichte
Die Band wurde von Blanco y Negro Records unter Vertrag genommen. Kurz zuvor wurde die von Slaughter Joe produzierte Single, Upside Down, in den Medien gefeiert und lieferte der Band Aufmerksamkeit. Ihre energiegeladenen, chaotischen Konzerte, die zunächst nicht länger dauerten als zwanzig Minuten, sorgten für Aufmerksamkeit und halfen der Band zu ihrem Image.
Der Gesang auf dem Album stammt von Jim Reid, abgesehen vom Lied It’s So Hard, welches vom Bruder William Reid gesungen wird.
Das Album beinhaltet die Singles Never Understand, You Trip Me Up sowie Just Like Honey. Weil sich die Arbeiter im Presswerk geweigert hatten, die erste Single zu vervielfältigen, da ihnen die B-Seite Jesus Sucks (auf Deutsch: „Jesus lutscht“ oder „Jesus nervt“) blasphemisch erschien, wurde der Titel in Suck geändert. Das Titelstück Psychocandy ist auf der Platte nicht vertreten. Es erschien erst 1986 auf der EP Some Candy Talking und wurde 1988 auf der Kompilation Barbed Wire Kisses wieder veröffentlicht.
Die Wiederveröffentlichung auf CD im August 1986 beinhaltete den Bonus-Track Some Candy Talking von der namensgleichen EP. Andere Versionen des Albums stammen von Reprise Records (1986) sowie von American Records, die 1993 die US-Version des Albums ohne den Bonustrack veröffentlichten. 2006 wurde das Album neu gemastert und erschien als 2-CD-Set ohne Some Candy Talking, um die ursprüngliche Titelliste zu behalten.

## Rezeption
Das Album gilt als Meilenstein des Alternative Rock und insbesondere des Shoegazing. Sounds nannte Psychocandy „eines der vorzüglichsten Debut-Alben, die je gemacht wurden“, der New Musical Express lobte:

„Die Allianz von glühenden Pop-Weisen, die das Herz zum Schmelzen bringen, mit einem sägenden Gitarrensound, der den Puls hochjagt, symbolisiert die Spannung in der Liebe wesentlich akkurater als alles, was sonst die Hitparaden dominiert.“

Allmusic beschrieb das Album als eines, „welches eine Bewegung ins Leben rief, ohne dies zu beabsichtigen“.
Das Magazin Q wählte das Album auf Platz 88 der 100 besten britischen Alben (2000) und auf Platz 23 der 40 besten Alben der 1980er Jahre (2006).
Die Musikzeitschrift Rolling Stone führt Psychocandy auf Platz 269 der 500 besten Alben aller Zeiten sowie auf Platz 45 der 100 besten Debütalben.
Der New Musical Express wählte es auf Platz 157 der 500 besten Alben aller Zeiten.
In der Auswahl der 200 besten Alben der 1980er Jahre von Pitchfork belegt Psychocandy Platz 40.
Auf der 2000 erschienenen Liste Die 100 Platten des Jahrhunderts, kuratiert von der spex und der Viva-Zwei-Sendung Wah Wah, erreichte Psychocandy Platz 96.
Das Album wurde in die 1001 Albums You Must Hear Before You Die aufgenommen.

## Titelliste
Alle Songs stammen aus der Feder von Jim Reid und William Reid.
Seite A
1. Just Like Honey – 3:03
2. The Living End – 2:16
3. Taste the Floor – 2:56
4. The Hardest Walk – 2:40
5. Cut Dead – 2:47
6. In a Hole – 3:02
7. Taste of Cindy – 1:42

Seite B
1. Never Understand – 2:57
2. Inside Me – 3:09
3. Sowing Seeds – 2:50
4. My Little Underground – 2:31
5. You Trip Me Up – 2:26
6. Something’s Wrong – 4:01
7. It’s So Hard – 2:37

Bonustrack (CD)
1. Some Candy Talking – 3:19